# Ferdinand Fellmann
Ferdinand Fellmann (ur. 1939 w Jeleniej Górze), współczesny filozof niemiecki.

## Życiorys
Ferdinand Fellmann dorastał w Hameln n. Wezerą. W 1959 roku rozpoczął studia filologii angielskiej i romańskiej na uniwersytetach w Münster i w Pavii. W latach 1962–1965 studiował na Uniwersytecie w Gießen romanistykę i filozofię. 
Spotkał tam swych dwóch najważniejszych nauczycieli: romanistę Hansa Roberta Jaußa i filozofa Hansa Blumenberga. W polu napięć między Jaußem, byłym członkiem SS, i Blumenbergiem, prześladowanym przez reżim narodowosocjalistyczny, poszukiwał Fellmann swej własnej drogi myślowej. W roku 1967 doktoryzował się u Blumenberga na Uniwersytecie w Bochum, a w roku 1973 habilitował na Uniwersytecie w Münster. Swą współpracę z Hansem Blumenbergiem opisał w czasopiśmie Information Philosophie 2008. 
W 1980 roku Fellmann został mianowany profesorem filozofii. W roku 1985 był profesorem wizytującym na Uniwersytecie w Neapolu. Ukazały się wtedy jego tłumaczenia dzieł Giordana Bruno, Giambattisty Vico oraz Benedetto Croce. Potem jednak odwrócił się od historyzmu, koncentrując na filozofii systematycznej. Zachował jednak krytyczny dystans wobec filozofii analitycznej, wkraczającej wtedy na uczelnie niemieckie. Potwierdzają to liczne teksty, która w latach osiemdziesiątych XX w. opublikował na łamach FAZ. 
W roku 1994 został powołany na stanowisko profesora filozofii i teorii nauki na Uniwersytecie Technicznym w Chemnitz (dawne Karl-Marx-Stadt), pełniąc funkcję twórcy-założyciela Instytutu Filozofii na tej uczelni. Za swe zadanie naukowe uznał syntezę kierunków idealistycznych i materialistycznych. Jego ujęcie filozofii jako wiedzy służącej podstawowej orientacji w świecie, ogłoszone w książce pt. Orientierung Philosophie. Was sie kann, was sie will (Orientacja na filozofię: Co ona może i czego chce; 1998) było w niektórych kręgach zwalczane jako heretyckie. Po przejściu w stan spoczynku w 2005 roku był profesorem wizytującym w Wiedniu i Trydencie. Obecnie mieszka w Münster. Nie należy do żadnego towarzystwa filozoficznego. Punkt ciężkości jego badań to fenomenologia, etyka i antropologia filozoficzna.

## Praca naukowa
W świata akademicki Fellmann wkroczył w roku 1975 książką pt. Das Vico-Axiom: Der Mensch macht die Geschichte (Aksjomat Vico: to człowiek tworzy historię). Sprzeciwiając się ukształtowanemu przez Heglowską filozofię ducha idealistycznemu ujęciu historii Fellmann interpretuje Nową Naukę Giambattisty Vico w sposób antropologiczno-kulturowy. Wedle tego ujęcia człowiek jest wprawdzie jedynym twórcą historii, nie może jednak kierować jej przebiegiem mocą swej woli i świadomości. 
Rozumienie historii przez Fellmanna zostało ostro zaatakowane przez przedstawicieli filozofii idealistycznej. Było dla nich nadto materialistyczne. Natomiast marksiści uznali jego książkę za przykład współczesnego rewizjonizmu mieszczańskiego. 
W latach osiemdziesiątych XX w. główny obszar badań filozoficznych Fellmanna przesunął się w kierunku fenomenologicznych teorii świadomości. W swej książce pt. Phänomenologie als ästhetische Theorie (Fenomenologia jako teoria estetyczna; 1989) wypracowaną przez Edmunda Husserla teorię wglądu w istotę zinterpretował na przykładzie zdjęcia fotograficznego, jako przypadek estetycznego postrzegania tego, co ogólne w tym, co szczególne. 
Rozwinięcie tak rozumianej fenomenologii ku ogólnej teorii mediów i medialności zawiera praca pt. Phänomenologie zur Einführung (Wprowadzenie do fenomenologii), której drugie wydanie ukazało się w 2009 roku. Swą teorią świadomości obrazowej Fellmann przeciwstawił się dogmatowi językowego odsłaniania się świata. W wielu tekstach o charakterze programowym wypracował logikę obrazu jako samodzielną formę symboliczną, sytuującą się między śladem a językiem. Prymat świadomości obrazowej ujął w pracy p.t Symbolischer Pragmatismus. Hermeneutik nach Dilthey (Pragmatyzm symboliczny. Hermeneutyka według Diltheya; 1991) w postaci formuły "imagic turn" (zwrotu obrazowego), która mówi, że obrazy mają pewien magiczny wymiar, którego nie da się bez reszty zawrzeć w świadomości intencjonalnej. 
Uświadomienie sobie granic nastawionej analityczno-językowo teorii świadomości spowodowało u Fellmanna po roku 1990 zwrot ku filozofii życia. Historyczną i systematyczną ekspozycję kierunku o tej nazwie przynosi praca pt. Lebensphilosophie. Elemente einer Theorie der Selbsterfahrung (1993; Filozofia życia. Elementy teorii doświadczania samego siebie), w której zawarł pogląd, iż ideologiczne ekscesy późnej filozofii życia nie stanowią dlań żadnego wartościowego punktu odniesienia. Jest nim raczej to, iż człowiek jako istota działająca, musi zawsze liczyć się z wyzwalającymi się spod jego kontroli emocjami i opiniami, które zdolne są pokrzyżować jego racjonalne zamiary, dając mu jednak zarazem pewne oparcie w życiu. 
Rozwinięcie tego wychodzącego ze zreformowanej filozofii życia stanowiska w kierunku etyki zawierają książki: Die Angst des Ethiklehrers vor der Klasse. Ist Moral lehrbar? (Obawa nauczyciela etyki przez klasą. Czy moralności można nauczyć?; 2000) oraz Philosophie der Lebenskunst zur Einführung (Wprowadzenie do filozofii jako sztuki życia; 2009). Obie prace, silnie nacechowane przez poglądy utylitarystyczne i hedonistyczne, pokazują, iż dająca się praktykować etyka może zostać zbudowana wyłącznie na bazie realistycznego obrazu człowieka.
Antropologia filozoficzna Fellmanna znalazła swe tymczasowe podsumowanie w książce Das Paar. Eine erotische Rechtfertigung des Menschen (2005; Para. Erotyczne usprawiedliwienie człowieka). W analogii do zainaugurowanej przez św. Pawła nauki o usprawiedliwieniu ludzkiego istnienia Fellmann rozumie tu usprawiedliwienie z perspektywy emocjonalnej więzi z ukochanym człowiekiem, której nie da się przełożyć na język racjonalnych racji (język „epistemic justification”). Miłość erotyczną rekonstruuje Fellmann z perspektywy fenomenologii genetycznej jako źródło i miejsce narodzin ludzkiej samoświadomości. Jest to stanowisko, które Fellmann próbuje obecnie wzmocnić argumentami pochodzącymi z badań prowadzonych w ramach biologii ewolucyjnej. W różnych tekstach argumentuje za tym, że ekscentryczna pozycjonalność człowieka wynika z osobnego – w porównaniu ze zwierzętami - usytuowania jego seksualności. Próba takiego połączenia biologii i filozofii jest obecnie przedmiotem żywej dyskusji.

## Dzieła
- Philosophie der Lebenskunst zur Einführung. Hamburg 2009
- Der Liebes-Code. Schlüssel zur Polarität der Geschlechter. Berlin 2007
- Phänomenologie zur Einführung. Hamburg 2005
- Das Paar. Eine erotische Rechtfertigung des Menschen. Berlin 2005 (w 2009 r. w Wydawnictwie Naukowym UAM Poznań ukazał się przekład polski pt. Para. Erotyczne źródła człowieczeństwa, dokonany przez J. Duraja i W. Małeckiego, poprzedzony wprowadzeniem A. Przyłebskiego)
- Die Angst des Ethiklehrers vor der Klasse. Ist Moral lehrbar?. Stuttgart 2000
- Orientierung Philosophie. Was sie kann, was sie will. 2. durchgesehene Aufl., Reinbek b. Hamburg 2000
- Lebensphilosophie. Elemente einer Theorie der Selbsterfahrung. Reinbek b. Hamburg 1993
- Symbolischer Pragmatismus. Hermeneutik nach Dilthey. Reinbek b. Hamburg 1991
- Phänomenologie als ästhetische Theorie, Alber (Reihe Fermenta philosophica), Freiburg / München 1989. ISBN 3-495-47672-5
- Gelebte Philosophie in Deutschland. Denkformen der Lebensweltphänomenologie und der kritischen Theorie. Alber (Reihe Fermenta philosophica), Freiburg / München 1983. ISBN 3-495-47524-9
- Phänomenologie und Expressionismus. Alber (Reihe Fermenta philosophica), Freiburg / München 1982. ISBN 3-495-47505-2
- Das Vico-Axiom: Der Mensch macht die Geschichte, Alber, Freiburg / München 1976. ISBN 3-495-47334-3